# 亞硫酸二乙酯

亚硫酸二乙酯(C4H10O3S) 是亚硫酸的一種酯。除其他化學性質外，亚硫酸二乙酯还可抑制穀物储存过程中黴菌孢子的生长。
亚硫酸二乙酯在某些聚合物中可作為防止氧化的添加剂。

## 相關化學品
- 亚硫酸二甲酯
- 硫酸二乙酯
- 二乙基亚砜